# Матчи мужской сборной России по волейболу 1999
В сезоне 1999 года сборная России приняла участие в трёх официальных турнирах — Мировой лиге, чемпионате Европы и розыгрыше Кубка мира.

## Матчи
Сезон 1999 года стал в истории сборной России одним из самых продолжительных и самых успешных — впервые национальная команда стала финалистом чемпионата Европы и обладателем Кубка мира.
В рамках турнира Мировой лиги российские волейболисты после серии из шести домашних матчей совершили в своём роде кругосветное путешествие — преодолев менее чем месяц 30 тысяч километров, команда Геннадия Шипулина сыграла в Италии, Австралии, а затем и на «Финале шести» в аргентинском городе Мар-дель-Плата, где не смогла добраться до решающего матча, уступив в полуфинале сборной Италии.
Противостояние команд России и Италии получило продолжение на чемпионате Европы в Вене, где участвовали всего 8 сборных. Матч группового турнира между ними завершился уверенной победой россиян, но в финале «Скуадра Адзурра», в состав которой перед этим чемпионатом вернулись многоопытные Паоло Тофоли, Андреа Гардини, Паскуале Гравина и Марко Браччи и ведомая великолепным Андреа Джани, взяла реванш.
Второе место на чемпионате Европы позволило сборной России принять участие в розыгрыше Кубка мира. Из-за травмы капитана Вадима Хамутцких основным связующим команды являлся Константин Ушаков, сыгравший один из лучших турниров в своей карьере. Во второй игровой день россияне одержали важную победу над сборной Италии, с которой проводили восьмую официальную встречу за сезон, затем добились непростых побед над сборными Бразилии и США и в ключевом матче турнира с крупным счётом обыграли сборную Кубы, на протяжении долгого времени возглавлявшую турнирную таблицу. В заключительный день Кубка мира команда России проиграла испанцам, но результат этого матча не повлиял на общий итог, поскольку победу на Кубке мира команда Шипулина обеспечила себе за тур до окончания турнира. Призом MVP был награждён диагональный Роман Яковлев.

### Чемпионат Европы 1999. Квалификация
| № 1(171) | 23.05.1999 Москва. Дворец спорта «Динамо». 300 зрителей | Россия — Австрия — 3:0 (15:10, 15:6, 15:9) | Группа 2 |
| Россия: Вадим Хамутцких (1+0), Руслан Олихвер (5+3), Валерий Горюшев (7+4), Игорь Шулепов (3+9), Роман Яковлев (4+2), Андрей Егорчев (3+2). Выход на замену: Станислав Динейкин (3+3), Сергей Тетюхин (4+5), Сергей Орленко (3+4), Александр Герасимов (2+5), Константин Ушаков (0+0), Евгений Соков (л). Австрия: Смогавец (5+4), Штапельфельдт (3+7), Штраус (2+8), Шедула (3+7), Костресевич (1+3), Крен (1+4). Выход на замену: Свобода (1+5), Майер (1+3), Данели (л). |                                                         |                                            |          |

### Мировая лига. Интерконтинентальный раунд
| № 2(172) | 28.05.1999 Катовице. Дворец спорта «Сподек». 6500 зрителей | Польша — Россия — 0:3 (22:25, 15:25, 16:25)                 | Группа А |
| Польша: Анджей Стельмах (4), Дамьян Дацевич (1), Марцин Новак (9), Пётр Грушка (10), Павел Папке (8), Себастьян Свидерский (6). Выход на замену: Давид Мурек (0), Павел Загумный (0), Пшемыслав Михальчик (0), Роберт Щербанюк (2), Рафал Муселяк (л). Россия: Вадим Хамутцких (0), Руслан Олихвер (9), Валерий Горюшев (11), Игорь Шулепов (14), Алексей Казаков (5), Роман Яковлев (10). Выход на замену: Александр Герасимов (0), Сергей Тетюхин (л). |                                                            |                                                             |          |
| № 3(173) | 29.05.1999 Катовице. Дворец спорта «Сподек». 4400 зрителей | Польша — Россия — 1:3 (19:25, 25:22, 23:25, 19:25)          | Группа А |
| Польша: Анджей Стельмах (3), Дамьян Дацевич (10), Марцин Новак (11), Пётр Грушка (13), Павел Папке (15), Себастьян Свидерский (8). Выход на замену: Михал Хадала (0), Роберт Щербанюк (0), Рафал Муселяк (л). Россия: Станислав Динейкин (22), Вадим Хамутцких (4), Руслан Олихвер (9), Валерий Горюшев (10), Игорь Шулепов (15), Алексей Казаков (8). Выход на замену: Александр Герасимов (1), Константин Ушаков (0), Роман Яковлев (0), Сергей Тетюхин (л). |                                                            |                                                             |          |
| № 4(174) | 4.06.1999 Москва. Дворец спорта «Динамо». 900 зрителей     | Россия — Польша — 3:0 (25:18, 28:26, 25:23)                 | Группа А |
| Россия: Вадим Хамутцких (4), Валерий Горюшев (14), Сергей Орленко (8), Станислав Динейкин (4), Сергей Тетюхин (9), Руслан Олихвер (10). Выход на замену: Александр Герасимов (14), Роман Яковлев (0), Евгений Митьков (л). Польша: Анджей Стельмах (1), Дамьян Дацевич (9), Марцин Новак (9), Пётр Грушка (6), Павел Папке (8), Себастьян Свидерский (12). Выход на замену: Павел Загумный (2), Давид Мурек (0), Рафал Муселяк (л). |                                                            |                                                             |          |
| № 5(175) | 5.06.1999 Москва. Дворец спорта «Динамо». 1200 зрителей    | Россия — Польша — 3:2 (23:25, 21:25, 25:19, 25:23, 15:8)    | Группа А |
| Россия: Константин Ушаков (0), Игорь Шулепов (12), Сергей Орленко (8), Роман Яковлев (8), Сергей Тетюхин (12), Руслан Олихвер (17). Выход на замену: Алексей Казаков (1), Вадим Хамутцких (0), Валерий Горюшев (11), Станислав Динейкин (14), Александр Герасимов (0), Евгений Митьков (л). Польша: Пётр Грушка (12), Дамьян Дацевич (14), Павел Папке (12), Себастьян Свидерский (7), Марцин Новак (12), Анджей Стельмах (4). Выход на замену: Марцин Прус (6), Павел Загумный (0), Давид Мурек (7), Рафал Муселяк (л).                                                        |                                                            |                                                             |          |
| № 6(176) | 11.06.1999 Москва. Дворец спорта «Динамо». 1700 зрителей   | Россия — Австралия — 3:0 (25:19, 25:20, 27:25)              | Группа А |
| Россия: Константин Ушаков (2), Валерий Горюшев (8), Сергей Орленко (5), Станислав Динейкин (7), Сергей Тетюхин (9), Алексей Казаков (10). Выход на замену: Роман Яковлев (4), Александр Герасимов (9), Андрей Егорчев (4), Александр Березин (0), Евгений Митьков (л). Австралия: Скотт Ньюкомб (2), Бенжамин Харди (10), Дэниэл Ховард (7), Хидде Ван Бист (9), Спирос Марациос (4), Дэниэл Ронан (4). Выход на замену: Дэвид Уэйт (2), Рассел Уэнтуорт (1), Натан Якавичюс (0), Дэвид Бирд (л).                                                                               |                                                            |                                                             |          |
| № 7(177) | 12.06.1999 Москва. Дворец спорта «Динамо». 1750 зрителей   | Россия — Австралия — 3:0 (25:17, 33:31, 25:23)              | Группа А |
| Россия: Валерий Горюшев (12), Сергей Орленко (7), Роман Яковлев (8), Сергей Тетюхин (16), Алексей Казаков (10), Константин Ушаков (3). Выход на замену: Станислав Динейкин (11), Александр Герасимов (0), Александр Березин (0), Евгений Митьков (л). Австралия: Скотт Ньюкомб (2), Бенжамин Харди (11), Дэниэл Ховард (10), Хидде Ван Бист (10), Спирос Марациос (8), Дэниэл Ронан (6). Выход на замену: Дэвид Уэйт (0), Рассел Уэнтуорт (0), Натан Якавичюс (0), Бенжамин Лофт (0), Дэвид Бирд (л).                                                                           |                                                            |                                                             |          |
| № 8(178) | 18.06.1999 Москва. Дворец спорта «Динамо». 3160 зрителей   | Россия — Италия — 3:1 (29:27, 25:21, 27:29, 25:20)          | Группа А |
| Россия: Вадим Хамутцких (2), Валерий Горюшев (11), Алексей Казаков (12), Станислав Динейкин (26), Сергей Тетюхин (7), Руслан Олихвер (10). Выход на замену: Александр Герасимов (2), Игорь Шулепов (2), Евгений Митьков (л). Италия: Алессандро Феи (9), Марко Меони (0), Андреа Сарторетти (9), Луиджи Мастранджело (6), Леондино Джомбини (14), Самуэле Папи (11). Выход на замену: Джанлука Нуццо (8), Вигор Боволента (3), Христо Златанов (8), Алессандро Фарина (л). |                                                            |                                                             |          |
| № 9(179) | 19.06.1999 Москва. Дворец спорта «Динамо». 2912 зрителей   | Россия — Италия — 1:3 (22:25, 18:25, 25:20, 21:25)          | Группа А |
| Россия: Валерий Горюшев (18), Алексей Казаков (10), Станислав Динейкин (12), Игорь Шулепов (14), Руслан Олихвер (8), Вадим Хамутцких (4). Выход на замену: Роман Яковлев (4), Александр Герасимов (0), Сергей Орленко (1), Константин Ушаков (0), Сергей Тетюхин (л). Италия: Марко Меони (1), Андреа Сарторетти (14), Вигор Боволента (15), Джанлука Нуццо (14), Луиджи Мастранджело (1), Самуэле Папи (16). Выход на замену: Алессандро Феи (4), Христо Златанов (0), Кристиан Казоли (2), Валерио Вермильо (0), Леондино Джомбини (4), Алессандро Фарина (л).                |                                                            |                                                             |          |
| № 10(180) | 25.06.1999 Турин. «Palaruffini». 4200 зрителей             | Италия — Россия — 1:3 (18:25, 21:25, 25:16, 24:26)          | Группа А |
| Италия: Андреа Сарторетти (12), Марко Меони (0), Самуэле Папи (9), Алессандро Феи (9), Андреа Джани (10), Вигор Боволента (1). Выход на замену: Джанлука Нуццо (3), Луиджи Мастранджело (12), Валерио Вермильо (0), Симоне Розальба (4), Антонино Милоне (1), Алессандро Фарина (л). Россия: Вадим Хамутцких (2), Валерий Горюшев (11), Алексей Казаков (11), Станислав Динейкин (17), Сергей Тетюхин (15), Руслан Олихвер (8). Выход на замену: Роман Яковлев (4), Александр Герасимов (0), Игорь Шулепов (2), Сергей Орленко (0), Константин Ушаков (0), Евгений Митьков (л). |                                                            |                                                             |          |
| № 11(181) | 26.06.1999 Ла Специя. «Palaspezia». 4300 зрителей          | Италия — Россия — 3:1 (25:18, 25:14, 22:25, 25:21)          | Группа А |
| Италия: Алессандро Феи (8), Марко Меони (2), Самуэле Папи (18), Луиджи Мастранджело (14), Джанлука Нуццо (11), Андреа Сарторетти (11). Выход на замену: Андреа Джани (9), Симоне Розальба (1), Вигор Боволента (0), Алессандро Фарина (л). Россия: Игорь Шулепов (9), Руслан Олихвер (9), Роман Яковлев (4), Сергей Тетюхин (10), Алексей Казаков (6), Вадим Хамутцких (2). Выход на замену: Валерий Горюшев (2), Станислав Динейкин (12), Александр Герасимов (1), Сергей Орленко (1), Константин Ушаков (0), Евгений Митьков (л).                                             |                                                            |                                                             |          |
| № 12(182) | 2.07.1999 Сидней. «Entertainment Centre». 2155 зрителей    | Австралия — Россия — 2:3 (25:18, 23:25, 25:20, 22:25, 7:15) | Группа А |
| Австралия: Николас Мортимер (1), Скотт Ньюкомб (5), Бенжамин Харди (17), Дэниэл Ховард (12), Хидде Ван Бист (26), Спирос Марациос (9). Выход на замену: Дэниэл Ронан (2), Рассел Уэнтуорт (0), Дэвид Бирд (0), Дэвид Уэйт (л). Россия: Вадим Хамутцких (2), Валерий Горюшев (13), Алексей Казаков (12), Станислав Динейкин (7), Сергей Тетюхин (14), Руслан Олихвер (8). Выход на замену: Игорь Шулепов (6), Александр Герасимов (0), Роман Яковлев (14), Сергей Орленко (4), Константин Ушаков (0), Евгений Митьков (л).                                                       |                                                            |                                                             |          |
| № 13(183) | 3.07.1999 Сидней. «Entertainment Centre». 2950 зрителей    | Австралия — Россия — 2:3 (18:25, 24:26, 25:22, 25:23)       | Группа А |
| Австралия: Скотт Ньюкомб (3), Бенжамин Харди (10), Дэниэл Ховард (19), Хидде Ван Бист (25), Спирос Марациос (6), Николас Мортимер (0). Выход на замену: Дэниэл Ронан (1), Рассел Уэнтуорт (1), Дэвид Бирд (2), Натан Якавичюс (0), Дэвид Уэйт (л). Россия: Вадим Хамутцких (4), Валерий Горюшев (8), Алексей Казаков (12), Станислав Динейкин (15), Сергей Тетюхин (15), Руслан Олихвер (6). Выход на замену: Игорь Шулепов (0), Александр Герасимов (0), Роман Яковлев (9), Евгений Митьков (л).                                                                               |                                                            |                                                             |          |

### Мировая лига. Финальный турнир
| № 14(184) | 13.07.1999 Мар-дель-Плата. «Palacio Municipal». 1500 зрителей | Куба — Россия — 2:3 (23:25, 25:16, 20:25, 25:23, 11:15)    | Группа D          |
| Куба: Рауль Диаго (5), Анхель Деннис (9), Павел Пимьента (16), Освальдо Эрнандес (24), Иван Руис (10), Иосвани Эрнандес (13). Выход на замену: Херман Исагуирре (0), Йосенки Гарсия (0), Хоэль Оласабаль (0), Яссер Ромеро (л). Россия: Вадим Хамутцких (2), Валерий Горюшев (13), Алексей Казаков (14), Станислав Динейкин (21), Сергей Тетюхин (12), Руслан Олихвер (10). Выход на замену: Игорь Шулепов (0), Александр Герасимов (0), Роман Яковлев (0), Константин Ушаков (0), Евгений Митьков (л).                            |                                                               |                                                            |                   |
| № 15(185) | 14.07.1999 Мар-дель-Плата. «Palacio Municipal». 1500 зрителей | Россия — Испания — 3:2 (25:17, 24:26, 26:28, 25:20, 15:12) | Группа D          |
| Россия: Руслан Олихвер (2), Вадим Хамутцких (3), Валерий Горюшев (8), Алексей Казаков (17), Станислав Динейкин (11), Сергей Тетюхин (18). Выход на замену: Игорь Шулепов (8), Александр Герасимов (0), Роман Яковлев (14), Сергей Орленко (4), Константин Ушаков (1), Евгений Митьков (л). Испания: Косме Пренафета (1), Энрике Де Ла Фуэнте (16), Хосе Луис Мольто (0), Рафаэль Паскуаль (28), Хуан Карлос Вега(12), Хуан Хосе Сальвадор (16). Выход на замену: Хуан Карлос Роблес (3), Гильермо Фаласка (0), Венансио Коста (л). |                                                               |                                                            |                   |
| № 16(186) | 16.07.1999 Мар-дель-Плата. «Palacio Municipal». 2000 зрителей | Россия — Италия — 1:3 (25:18, 19:25, 24:26, 20:25)         | 1/2 финала        |
| Россия: Руслан Олихвер (8), Вадим Хамутцких (1), Валерий Горюшев (6), Алексей Казаков (10), Станислав Динейкин (8), Сергей Тетюхин (14). Выход на замену: Роман Яковлев (8), Игорь Шулепов (3), Александр Герасимов (0), Константин Ушаков (0), Евгений Митьков (л). Италия: Луиджи Мастранджело (15), Леондино Джомбини (21), Симоне Розальба (19), Вигор Боволента (3), Марко Меони (3), Андреа Сарторетти (3). Выход на замену: Самуэле Папи (14), Алессандро Феи (6), Андреа Джани (0), Мирко Корсано (л).                     |                                                               |                                                            |                   |
| № 17(187) | 17.07.1999 Мар-дель-Плата. «Palacio Municipal». 2200 зрителей | Бразилия — Россия — 3:1 (17:25, 25:23, 25:20, 25:19)       | Матч за 3-е место |
| Бразилия: Густаво (7), Маурисио (0), Жиба (19), Дуглас (12), Неграо (3), Кид (2). Выход на замену: Жоэль (14), Макс (11), Рикардо (2), Паулиньо (л). Россия: Вадим Хамутцких (2), Валерий Горюшев (7), Алексей Казаков (13), Роман Яковлев (10), Сергей Тетюхин (11), Руслан Олихвер (12). Выход на замену: Александр Герасимов (0), Константин Ушаков (0), Игорь Шулепов (1), Станислав Динейкин (9), Евгений Митьков (л). |                                                               |                                                            |                   |

### Чемпионат Европы
| № 18(188) | 7.09.1999 Вена. «Ferry Dusika Stadion». 4500 зрителей  | Россия — Болгария — 3:1 (27:25, 17:25, 25:13, 25:16) | Группа А   |
| Россия: Вадим Хамутцких (2), Игорь Шулепов (18), Алексей Казаков (8), Александр Герасимов (18), Сергей Тетюхин (15), Руслан Олихвер (7). Выход на замену: Валерий Горюшев (2), Константин Ушаков (0), Станислав Динейкин (2), Роман Яковлев (1), Сергей Орленко (0), Евгений Митьков (л). Болгария: Пламен Константинов (9), Евгений Иванов (10), Николай Иванов (3), Ивайло Стефанов (12), Пётр Узунов (7), Ивайло Гаврилов (20). Выход на замену: Христо Цветанов (0), Димчев (0), Еков (0), Найден Найденов (л). |                                                        |                                                      |            |
| № 19(189) | 8.09.1999 Вена. «Ferry Dusika Stadion». 1900 зрителей  | Россия — Австрия — 3:0 (25:19, 25:13, 25:22)         | Группа А   |
| Россия: Вадим Хамутцких (0), Игорь Шулепов (9), Алексей Казаков (7), Александр Герасимов (15), Сергей Тетюхин (1), Руслан Олихвер (7). Выход на замену: Валерий Горюшев (5), Константин Ушаков (2), Роман Яковлев (0), Сергей Орленко (6), Евгений Митьков (л). Австрия: Смогавец (3), Штапельфельдт (5), Мейер (6), Крен (4), Шедула (12), Коштрезевич (3). Выход на замену: Штраус (3), Бергер (5), Зедлачек (0), Лион (л).                                                                                       |                                                        |                                                      |            |
| № 20(190) | 9.09.1999 Вена. «Ferry Dusika Stadion». 2900 зрителей  | Россия — Италия — 3:1 (25:20, 22:25, 25:18, 25:20)   | Группа А   |
| Россия: Константин Ушаков (0), Игорь Шулепов (17), Алексей Казаков (10), Роман Яковлев (16), Сергей Тетюхин (21), Руслан Олихвер (9). Выход на замену: Вадим Хамутцких (0), Александр Герасимов (0), Евгений Митьков (л). Италия: Андреа Гардини (8), Марко Меони (2), Самуэле Папи (5), Паскуале Гравина (10), Андреа Джани (11), Симоне Розальба (10). Выход на замену: Луиджи Мастранджело (1), Андреа Сарторетти (10), Леондино Джомбини (5), Марко Браччи (2), Паоло Тофоли (0), Мирко Корсано (л).            |                                                        |                                                      |            |
| № 21(191) | 11.09.1999 Вена. «Ferry Dusika Stadion». 2800 зрителей | Россия — Чехия — 3:0 (25:21, 25:15, 25:13)           | 1/2 финала |
| Россия: Константин Ушаков (2), Игорь Шулепов (8), Алексей Казаков (7), Роман Яковлев (14), Сергей Тетюхин (11), Руслан Олихвер (7). Выход на замену: Вадим Хамутцких (0), Александр Герасимов (0), Евгений Митьков (л). Чехия: Людек Чернушек (0), Иржи Новак (4), Мартин Лебл (7), Петр Пешл (2), Иржи Попелка (10), Пжемысл Кубала (4). Выход на замену: Карел Квасничка (1), Петр Карабец (4), Петр Конечный (0), Мартин Грох (0), Павел Гольчик (0), Коп (л).                                                   |                                                        |                                                      |            |
| № 22(192) | 12.09.1999 Вена. «Ferry Dusika Stadion». 5500 зрителей | Россия — Италия — 1:3 (25:19, 17:25, 22:25, 28:30)   | Финал      |
| Россия: Игорь Шулепов (7), Алексей Казаков (11), Роман Яковлев (12), Сергей Тетюхин (9), Руслан Олихвер (9), Константин Ушаков (2). Выход на замену: Станислав Динейкин (15), Валерий Горюшев (4), Вадим Хамутцких (1), Александр Герасимов (0), Евгений Митьков (л). Италия: Паскуале Гравина (11), Симоне Розальба (1), Андреа Джани (21), Луиджи Мастранжело (16), Марко Меони (0), Самуэле Папи (17). Выход на замену: Андреа Сарторетти (0), Марко Браччи (13), Паоло Тофоли (0), Мирко Корсано (л).           |                                                        |                                                      |            |

### Кубок мира
| № 23(193) | 18.11.1999 Кагосима. «Кагосима Арена». 1110 зрителей | Россия — Китай — 3:0 (25:14, 27:25, 25:13)                  |
| Россия: Руслан Олихвер (9), Игорь Шулепов (11), Алексей Казаков (7), Роман Яковлев (11), Сергей Тетюхин (14), Константин Ушаков (1), Евгений Митьков (л). Выход на замену: Илья Савельев (6), Александр Герасимов (0). Китай: Чжэн Лян (3), Лю Вэйчжун (6), Чжан Лимин (3), Чэнь Фан (2), Ван Хебин (0), Чжу Ган (2), Чжан Лимин (л). Выход на замену: Чэнь Ци (0), Чжу Цзяньань (1), Ван Цзинь (2), Ань Цзядзи (3), Чжан Сян (7). |                                                      |                                                             |
| № 24(194) | 19.11.1999 Кагосима. «Кагосима Арена». 1384 зрителей | Россия — Италия — 3:1 (25:21, 29:27, 23:25, 25:18)          |
| Россия: Руслан Олихвер (8), Игорь Шулепов (13), Алексей Казаков (11), Роман Яковлев (24), Сергей Тетюхин (17), Константин Ушаков (1), Евгений Митьков (л). Выход на замену: Станислав Динейкин (0), Илья Савельев (1), Александр Герасимов (1), Вадим Хамутцких (0). Италия: Паскуале Гравина (3), Луиджи Мастранжело (13), Паоло Тофоли (2), Самуэле Папи (10), Бернарди (6), Андреа Джани (25), Мирко Корсано (л). Выход на замену: Валерио Вермильо (1), Андреа Сарторетти (4), Марко Браччи (5), Леондино Джомбини (0), Вигор Боволента (4).            |                                                      |                                                             |
| № 25(195) | 20.11.1999 Кагосима. «Кагосима Арена». 3290 зрителей | Россия — Тунис — 3:0 (25:18, 25:15, 25:21)                  |
| Россия: Станислав Динейкин (11), Валерий Горюшев (9), Игорь Шулепов (4), Алексей Казаков (7), Роман Яковлев (10), Константин Ушаков (0), Евгений Митьков (л). Выход на замену: Илья Савельев (13), Александр Герасимов (2), Вадим Хамутцких (0). Тунис: Хази Кубаа (1), Мохамед Багдахи (1), Беджи (15), Гезаль (5), Нуреддин Файед (10), Гидара (2), Абид (л). Выход на замену: Фери (3), Хичем Бен Ромдан (0). |                                                      |                                                             |
| № 26(196) | 22.11.1999 Кумамото. «Гимнасия». 2930 зрителей       | Россия — Бразилия — 3:2 (25:20, 21:25, 19:25, 25:22, 15:12) |
| Россия: Руслан Олихвер (9), Игорь Шулепов (2), Алексей Казаков (12), Сергей Тетюхин (17), Роман Яковлев (25), Константин Ушаков (2), Евгений Митьков (л). Выход на замену: Илья Савельев (5), Александр Герасимов (3), Валерий Горюшев (8), Станислав Динейкин (0). Бразилия: Жиба (20), Дуглас (9), Макс (20), Налберт (21), Густаво (6), Рикардо (1), Сельсо (л). Выход на замену: Жоэль (1), Марсело (1), Данте (0). |                                                      |                                                             |
| № 27(197) | 23.11.1999 Кумамото. «Гимнасия». 4130 зрителей       | Россия — США — 3:2 (25:22, 25:19, 20:25, 30:32, 15:11)      |
| Россия: Роман Яковлев (22), Сергей Тетюхин (24), Руслан Олихвер (9), Константин Ушаков (0), Игорь Шулепов (15), Алексей Казаков (19), Евгений Митьков (л). Выход на замену: Илья Савельев (0), Александр Герасимов (0), Валерий Горюшев (0), Станислав Динейкин (0). США: Майкл Ламберт (14), Райан Миллар (18), Ллой Болл (5), Джон Хайден (3), Томас Хофф (16), Джордж Роумэйн (25), Эрик Салливэн (л). Выход на замену: Дэниэл Лэндри (0), Кевин Барнетт (9), Джефф Нюгор (0).                                                                           |                                                      |                                                             |
| № 28(198) | 26.11.1999 Нагано. «White Ring Arena». 3360 зрителей | Россия — Корея — 2:3 (25:18, 25:15, 23:25, 22:25, 11:15)    |
| Россия: Константин Ушаков (5), Игорь Шулепов (8), Алексей Казаков (13), Роман Яковлев (23), Сергей Тетюхин (16), Руслан Олихвер (10), Евгений Митьков (л). Выход на замену: Илья Савельев (0), Александр Герасимов (0), Валерий Горюшев (8). Корея: Чой Тае Вун (2), Ли Юн Тайк (0), Ли Кьюн Су (20), Ким Се Джин (3), Бан Син Бон (9), Шин Джик Сик (22), Ли Хо (л). Выход на замену: Шин Джун Суб (6), Бан Джи Суб (0), Чан Бьюн Чул (11), Квон Сун Чан (0).                                                                                              |                                                      |                                                             |
| № 29(199) | 27.11.1999 Нагано. «White Ring Arena». 7360 зрителей | Россия — Аргентина — 3:0 (25:20, 25:17, 25:19)              |
| Россия: Валерий Горюшев (11), Константин Ушаков (1), Игорь Шулепов (10), Станислав Динейкин (14), Алексей Казаков (7), Роман Яковлев (19), Евгений Митьков (л). Выход на замену: Александр Герасимов (0). Аргентина: Себастьян Фирпо (1), Уго Конте (6), Кристиан Ларес (2), Маркос Милинкович (20), Пабло Перейра (5), Алехандро Спайич (3), Адриан Гонсалес (л). Выход на замену: Херонимо Бидегайн (5), Диего Торрес (0), Серрамалера (0). |                                                      |                                                             |
| № 30(200) | 28.11.1999 Нагано. «White Ring Arena». 6160 зрителей | Россия — Канада — 3:0 (25:19, 30:28, 25:21)                 |
| Россия: Алексей Казаков (4), Константин Ушаков (4), Игорь Шулепов (0), Станислав Динейкин (5), Роман Яковлев (19), Валерий Горюшев (4), Евгений Митьков (л). Выход на замену: Сергей Тетюхин (12), Александр Герасимов (0), Илья Савельев (3), Руслан Олихвер (3). Канада: Коски (1), Журавски (9), Стивен Бринкмэн (8), Дюрдан (20), Мартин (9), Грэйпентайн (4), Эдвардс (л). Выход на замену: Рейд (0), Мартенс (0), Кантор (1). |                                                      |                                                             |
| № 31(201) | 30.11.1999 Токио. «National Yoyogi». 6067 зрителей   | Россия — Куба — 3:0 (25:15, 25:23, 25:18)                   |
| Россия: Руслан Олихвер (3), Константин Ушаков (2), Игорь Шулепов (15), Алексей Казаков (12), Роман Яковлев (15), Сергей Тетюхин (13), Евгений Митьков (л). Выход на замену: Александр Герасимов (0), Илья Савельев (0). Куба: Рауль Диаго (0), Ален Рока (1), Анхель Деннис (12), Павел Пимьента (2), Освальдо Эрнандес (19), Иосвани Эрнандес (7), Алексис Аргилаго (л). Выход на замену: Родольфо Санчес (6), Иван Руис (1), Леонель Маршаль (0), Николас Вивес (0).                                                                                      |                                                      |                                                             |
| № 32(202) | 1.12.1999 Токио. «National Yoyogi». 11 604 зрителей  | Россия — Япония — 3:0 (33:31, 25:20, 25:12)                 |
| Россия: Константин Ушаков (2), Игорь Шулепов (12), Алексей Казаков (5), Роман Яковлев (30), Сергей Тетюхин (15), Руслан Олихвер (6), Евгений Митьков (л). Выход на замену: Александр Герасимов (0), Илья Савельев (0). Япония: Ёсинага (0), Минору Такэути (3), Хэнтаро Асахи (5), Нобухаро Сайто (20), Ёити Като (15), Хироаки Каваура (4), Нисимура (л). Выход на замену: Сигэру Аояма (0), Томонори Такахаси (0), Хидэюки Отакэ (1), Сива (0), Нобутака Хирано (1).                                                                                      |                                                      |                                                             |
| № 33(203) | 2.12.1999 Токио. «National Yoyogi». 6030 зрителей    | Россия — Испания — 2:3 (22:25, 25:18, 25:23, 25:27, 13:15)  |
| Россия: Станислав Динейкин (12), Константин Ушаков (4), Илья Савельев (8), Алексей Казаков (9), Роман Яковлев (23), Сергей Тетюхин (11), Евгений Митьков (л). Выход на замену: Валерий Горюшев (14), Игорь Шулепов (1), Александр Герасимов (1), Руслан Олихвер (0). Испания: Энрике Де Ла Фуэнте (13), Хуан Хосе Сальвадор (12), Рафаэль Паскуаль (29), Хосе Луис Мольто (13), Хуан Карлос Вега (11), Альфонсо Флорес (4), Алексис Валидо (л). Выход на замену: Карлос Луис Каррено (0), Гильермо Фаласка (0), Луис Педро Суэла (2), Эрнесто Родригес (1). |                                                      |                                                             |

### Неофициальные матчи
В рамках подготовки к чемпионату Европы сборная России с 28 по 30 августа также приняла участие в международном турнире Tournoi de France в Эпинале, где с одинаковым счётом 3:0 обыграла сборные Болгарии, Чехии и Франции и заняла 1-е место.

## Состав
Всего в 1999 году в составе сборной России в официальных турнирах играло 15 волейболистов. Дебютировал в составе сборной Андрей Егорчев
В скобках указано число матчей, проведённых в стартовом составе + в качестве либеро
| № п/п | Игрок               | Год рождения | Амплуа                   | Клуб                                    | Турниры и игры | Турниры и игры | Турниры и игры | Турниры и игры | Всего матчей | Очки | Отыгр. подачи | Всего очков |
| № п/п | Игрок               | Год рождения | Амплуа                   | Клуб                                    | ОЧЕ            | МЛ             | ЧЕ             | КМ             | Всего матчей | Очки | Отыгр. подачи | Всего очков |
| ----- | ------------------- | ------------ | ------------------------ | --------------------------------------- | -------------- | -------------- | -------------- | -------------- | ------------ | ---- | ------------- | ----------- |
| 1     | Роман Яковлев       | 1976         | диагональный             | «Белогорье-Динамо» «Форли»              | 1 (1)          | 15 (5)         | 5 (3)          | 11 (11)        | 32 (20)      | 365  | 2             | 367         |
| 2     | Сергей Тетюхин      | 1975         | доигровщик               | «Белогорье-Динамо» «Парма»              | 1              | 16 (13+3)      | 5 (5)          | 9 (8)          | 31 (26+3)    | 362  | 5             | 367         |
| 3     | Алексей Казаков     | 1976         | блокирующий              | «Искра»-РВСН «Модена»                   |                | 15 (14)        | 5 (5)          | 11 (11)        | 31 (30)      | 300  |               | 300         |
| 4     | Станислав Динейкин  | 1973         | диагональный блокирующий | «Сан-Каэтану-ду-Сул» «Парма»            | 1              | 15 (11)        | 2              | 7 (4)          | 25 (15)      | 258  | 3             | 261         |
| 5     | Игорь Шулепов       | 1972         | доигровщик               | УЭМ-«Изумруд» «Джапан Табакко» Хиросима | 1 (1)          | 13 (5)         | 5 (5)          | 11 (10)        | 30 (21)      | 239  | 9             | 248         |
| 6     | Валерий Горюшев     | 1973         | доигровщик               | «Нипонстил» Осака «Кунео»               | 1 (1)          | 16 (14)        | 3              | 7 (3)          | 27 (18)      | 235  | 4             | 239         |
| 7     | Руслан Олихвер      | 1969         | блокирующий              | «Репорт» Сузану «Кунео»                 | 1 (1)          | 14 (14)        | 5 (5)          | 9 (7)          | 29 (27)      | 227  | 3             | 230         |
| 8     | Александр Герасимов | 1975         | диагональный             | УЭМ-«Изумруд»                           | 1              | 16             | 5 (2)          | 11             | 33 (2)       | 69   | 5             | 74          |
| 9     | Сергей Орленко      | 1971         | блокирующий              | «Панатинаикос» Афины                    | 1              | 9 (4)          | 2              |                | 12 (4)       | 47   | 4             | 51          |
| 10    | Илья Савельев       | 1971         | доигровщик               | «Парма»                                 |                |                |                | 10 (1)         | 10 (1)       | 36   |               | 36          |
| 11    | Вадим Хамутцких     | 1969         | связующий                | «Белогорье-Динамо» «Эрдемирспор»        | 1 (1)          | 14 (13)        | 5 (2)          | 2              | 22 (16)      | 36   | 0             | 36          |
| 12    | Константин Ушаков   | 1970         | связующий                | ЦСКА «Белогорье-Динамо»                 | 1              | 12 (3)         | 5 (3)          | 11 (11)        | 29 (16)      | 34   | 0             | 34          |
| 13    | Андрей Егорчев      | 1978         | блокирующий              | УЭМ-«Изумруд»                           | 1 (1)          | 1              |                |                | 2 (1)        | 7    | 2             | 9           |
| 14    | Евгений Митьков     | 1972         | либеро                   | «Галатасарай» Стамбул «Фридрихсхафен»   |                | 13 (0+13)      | 5 (0+5)        | 11 (0+11)      | 29 (0+29)    | 0    |               | 0           |
| 15    | Александр Березин   | 1975         | диагональный             | «Искра»-РВСН                            |                | 2              |                |                | 2            | 0    |               | 0           |

- Главный тренер — Геннадий Шипулин.
- Тренеры — Владимир Кондра, Юрий Сапега.

## Факты и статистика
- Кубок мира-1999 стал первым международным соревнованием под эгидой ФИВБ, выигранным сборной России, однако двое её игроков — Константин Ушаков и Руслан Олихвер — стали двукратными обладателями Кубка мира, поскольку в 1991 году побеждали на этом турнире в составе сборной СССР.
- По указу президента России Бориса Ельцина всем игрокам российской команды было присвоено звание «заслуженный мастер спорта». Руслан Олихвер стал единственным заслуженным мастером спорта по волейболу двух стран — СССР и России.
- Всего в 1999 году сборная России провела 33 официальных матча, победив 26 раз и уступив в 7 поединках при соотношении партий 87:40. Соперниками россиян в этих матчах были национальные сборные 16 стран.

| Турнир                                   | И  | В  | П | С/П   | Место |
| ---------------------------------------- | -- | -- | - | ----- | ----- |
| Квалификация чемпионата Европы           | 1  | 1  | 0 | 3:0   | 2 гр. |
| Мировая лига. Интерконтинентальный раунд | 12 | 10 | 2 | 32:14 | 1 гр. |
| Мировая лига. Финальный турнир           | 4  | 2  | 2 | 8:10  | 4     |
| Чемпионат Европы                         | 5  | 4  | 1 | 13:5  | 2     |
| Кубок мира                               | 11 | 9  | 2 | 31:11 | 1     |